# 01011001
01011001 è il settimo album in studio del gruppo musicale olandese Ayreon, pubblicato il 25 gennaio 2008 dalla Inside Out Music.
Il titolo dell'album, in codice ASCII, significa Y, che altri non è che il titolo del primo disco; Y è anche il nome del pianeta della razza Forever.

## Descrizione
Si tratta di un'opera rock caratterizzata da sonorità più aggressive e tenaci delle opere precedenti. Al disco hanno partecipato artisti quali Simone Simons, Hansi Kürsch, Daniel Gildenlöw, o ancora Jørn Lande e Bob Catley che, con il loro supporto artistico, contribuiscono all'economia dell'opera. Come svolto in precedenza, Arjen Anthony Lucassen ha legato 01011001 con gli album precedenti; diversamente, però, si limita a sviluppare ciò che negli altri album è già stato detto o menzionato, approfondendo le razze Forever e Man e ciò che li ha portati alla distruzione.
Il primo disco, denominato Y, rispecchia la scelta di Lucassen di narrare i fatti nel pianeta omonimo, mentre il secondo disco, denominato Earth, è invece ambientato sulla Terra. Il cuore delle vicende sviluppate culmina in The Sixth Extinction, brano conclusivo dell'album, in cui i Forever ritrovano uno slancio di speranza e quindi le emozioni perdute; ciò fa sì che si liberino dalla schiavitù delle macchine e che ritrovino una nuova civiltà, ricostruita con il supporto del progetto Universal Migrator. Il tutto è accompagnato da una mescolanza di voci e di strumenti che enfatizzano i momenti, ora con toni malinconici, ora con toni densi di speranza; per terminare progressivamente in un coro finale intriso delle emozioni positive dei Forever.
Inoltre, vi sono quattro brani che si discostano dalla narrazione principale per focalizzarsi sulla civiltà umana:
- Connect the Dots racconta di un uomo medio (interpretato da Ty Tabor), che vive una vita media, dipendente dalla tecnologia e completamente assuefatto alla società odierna, priva di emozioni. Ha un dialogo interno con la sua coscienza (Arjen Lucassen), che ci fa capire che lui sa di vivere una vita vuota, ma non è interessato a cambiarla.
- Web of Lies vede due utenti di una chat, Simone e PX (rispettivamente interpretati da Simone Simons e Phideaux Xavier), che si incontrano sul web e credono di innamorarsi l'una dell'altro. Tuttavia, nel vedere che PX non risponde per undici giorni (numero di giorni ricollegabile alla undicesima traccia dell'album The Human Equation Day Eleven: Love), Simone lo lascia perdere e si invaghisce di un altro uomo, OL, a cui dice le stesse identiche frasi che aveva detto a suo tempo a PX (OL si riferisce a Oliver Palotai, marito di Simone Simons).
- The Truth Is in Here racconta di Mr. L (Arjen Lucassen), malato mentale chiuso in manicomio che riceve le visioni dal futuro create del progetto The Final Experiment (introdotto nell'omonimo primo album degli Ayreon), e della sua infermiera (Liselotte Hegt), che crede che sia tutto frutto della sua malattia. Lucassen ha confermato che Mr. L è in realtà Hippie dell'album Into the Electric Castle, invecchiato e privato della ragione. Le visioni raccontate da Mr. L riprendono le storie di 01011001 e dei precedenti album degli Ayreon, con l'eccezione di Actual Fantasy, l'unico a non seguire una storia vera e propria. Il personaggio è apparso successivamente come protagonista dell'album solista di Lucassen, Lost in the New Real.
- E=mc², infine, vede due scienziati (Wudstik e Marjan Welman), impegnati nel creare il progetto The Final Experiment. La canzone suggerisce che hanno già fatto un tentativo, che è fallito, e che non possono più permettersi di sbagliare se vogliono salvare il genere umano dalla distruzione. Il progetto, come già visto, avrà poi successo.

## Tracce
Testi e musiche di Arjen Anthony Lucassen, eccetto dove indicato.
Y
1. Age of Shadows (incl. We Are Forever) – 10:48 (Arjen Anthony Lucassen, Anneke van Giersbergen, Jonas Renkse)
2. Comatose – 4:27
3. Liquid Eternity – 8:10
4. Connect the Dots – 4:13
5. Beneath the Waves – 8:27
6. Newborn Race – 7:50
7. Ride the Comet – 3:29
8. Web of Lies – 2:50

Earth
1. The Fifth Extinction – 10:30
2. Waking Dreams – 6:32 (Arjen Anthony Lucassen, Anneke van Giersbergen, Jonas Renkse)
3. The Truth Is in Here – 5:12
4. Unnatural Selection – 7:16 (Arjen Anthony Lucassen, Jonas Renkse)
5. River of Time – 4:25
6. E=mc² – 5:50
7. The Sixth Extinction – 12:19 (Arjen Anthony Lucassen, Jonas Renkse)

Tracce bonus nell'edizione giapponese
1. Connect the Dots (Different Vocal Version) – 4:09
2. Ride the Comet (Different Vocal Version) – 3:34
3. Unnatural Selection (Different Vocal Version) – 7:14

DVD bonus nell'edizione speciale
1. Behind the Scenes – 48:49
2. Beneath the Waves (Movie 2.0/5.1) – 7:20
3. Comatose (Guide Demos (Audio)) – 4:28
4. Connect the Dots (Guide Demos (Audio)) – 4:07
5. Ride the Comet (Guide Demos (Audio)) – 3:32
6. Web of Lies (Guide Demos (Audio)) – 2:36
7. Waking Dreams (Guide Demos (Audio)) – 6:39
8. River of Time (Guide Demos (Audio)) – 4:33
9. Messages – 3:31
10. Bloopers (Audio) – 2:48
11. Ed Warby's Session – 9:58
12. Teaser Trailer – 1:30
13. Credits – 1:00

## Formazione

### Cantanti
Forever
- Tom S. Englund
- Steve Lee
- Daniel Gildenlöw
- Hansi Kürsch
- Floor Jansen
- Jonas Renkse
- Anneke van Giersbergen
- Jørn Lande
- Magali Luyten
- Bob Catley

Man
- Ty Tabor
- Simone Simons
- Phideaux Xavier
- Arjen Lucassen
- Liselotte Hegt
- Wudstik
- Marjan Welman

### Strumentisti
- Arjen Lucassen – chitarra acustica ed elettrica, basso, mandolino, tastiera, sintetizzatore, Hammond, solina, cori
- Ed Warby – batteria, percussioni
- Lori Linstruth – assolo di chitarra (CD 1: traccia 6)
- Derek Sherinian – assolo di sintetizzatore (CD 2: traccia 1)
- Tomas Bodin – assolo di sintetizzatore (CD 2: traccia 2)
- Michael Romeo – assolo di chitarra (CD 2: traccia 6)
- Joost van der Broek – assolo di sintetizzatore e pianoforte (CD 2: traccia 7)
- Ben Mathot – violino
- David Faber – violoncello
- Jeroen Goossens – flauto (CD 1: tracce 1, 2, 3 e 8; CD 2: tracce 3, 4 e 5), flauto basso (CD 2: traccia 4), tin whistle (CD 2: traccia 5)

### Produzione
- Arjen Lucassen – produzione, registrazione, missaggio, mastering
- Jeroen Goossens – registrazione tenori e soprani (CD 2: traccia 3)